# 포커 하우스
포커 하우스(The Poker House)는 미국에서 제작된 로리 페티 감독의 2008년 드라마 영화이다. 셀마 블레어 등이 주연으로 출연하였고 스티븐 J. 커넬 등이 제작에 참여하였다.

## 출연

### 주연
- 셀마 블레어
- 제니퍼 로렌스
- 보킴 우드바인
- 데이빗 알란 그리어
- 타이라 애버크럼비
- 소피 베어리

### 조연
- 클로이 모레츠
- 조이 비시치
- 안소니 브로우너
- 하심 브라운
- 데비 번스
- 다니엘 캠벨
- 제프 크리스찬
- 로버트 게디쉬
- 리치 코메니치
- 자라 코바
- 로베르 크라메르
- 알레흐 넬리우빈
- 클락 피터스
- 필 리다렐리
- 앤드류 로젠버그
- 헨리 샌디퍼
- 앨런 쉬란코
- 드숀 워싱턴
- 스티브 미쿨라

## 제작진
- 세트: 데시 울프
- 의상: 에린 베내치
- 배역: 베누스 카나니
- 배역: 클레어 사이몬
- 배역: 마리 베뉴